# Intel i860

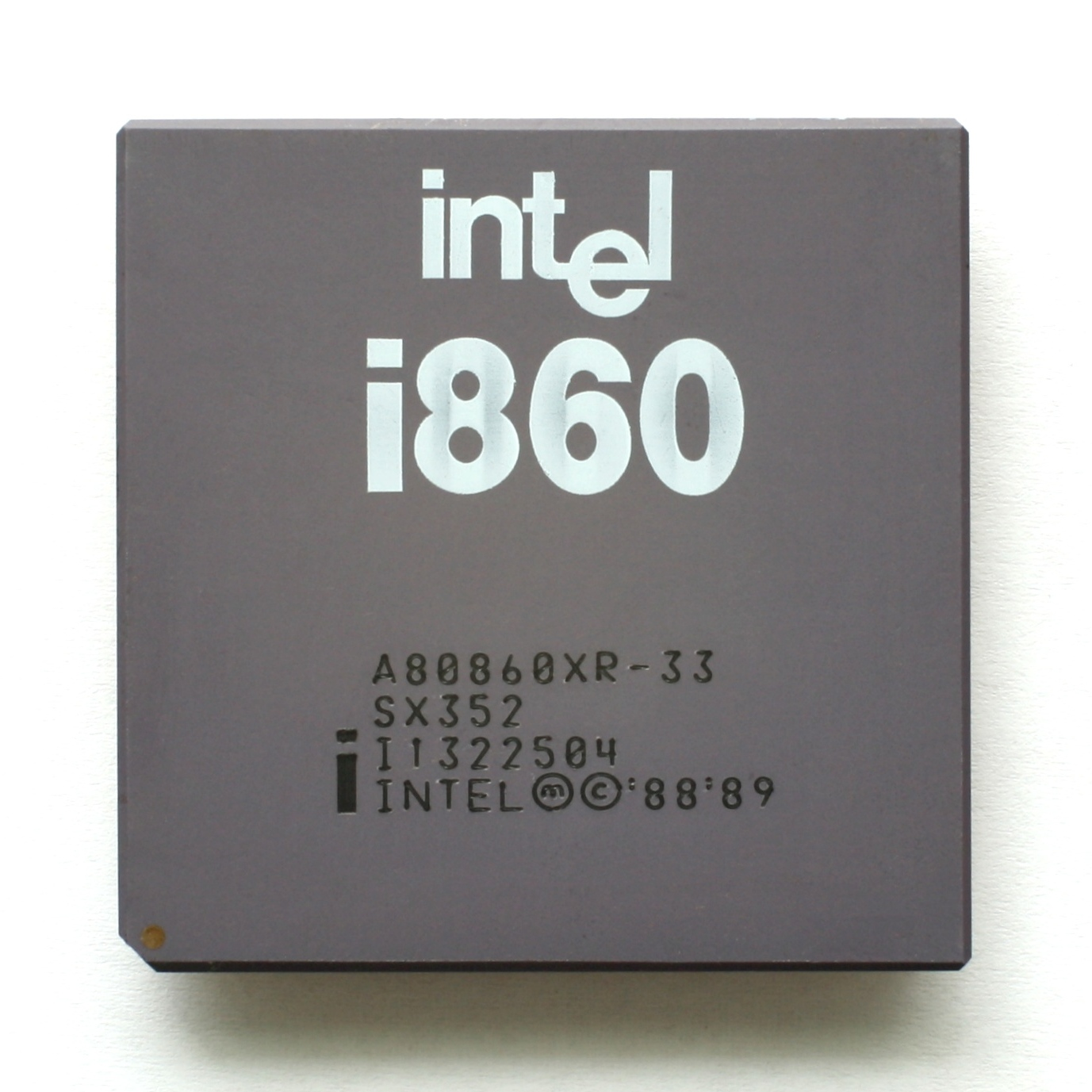
Processador Intel i860 XR na edição de 33 MHz

Intel i860 ou 80860 foi um microprocessador de 32 bits com barramento de dados externo de 64 bits desenvolvido pela Intel lançado em 1989, na tentativa de criar um novo conjunto de instruções. Foi um fracasso comercial e foi descontinuado durante os anos 90.
A CPU poderia executar a maioria das instruções de ponto flutuante no modo pipelined ou no modo escalar. No modo escalar, as instruções foram executadas uma após a outra, o que levou de 3 a 4 ciclos de clock por instrução. No modo pipelined, a execução da instrução foi dividida em três ou quatro etapas, e a CPU poderia executar diferentes etapas de instruções diferentes ao mesmo tempo. Como resultado, uma unidade de ponto flutuante poderia fornecer um novo resultado a cada ciclo de clock.